# Ghana na zimowych igrzyskach olimpijskich
Ghana wystartowała na zimowych IO po raz pierwszy na zimowych igrzyskach w Vancouver w 2010 roku. Reprezentowana była tam przez jednego sportowca - narciarza alpejskiego Kwame Nkrumah-Acheampong. 8 lat później na igrzyskach w Pjongczangu w 2018 roku, w kadrze znalazł się skeletonista Akwasi Frimpong. Do tej pory kraj nie zdobył żadnych medali.

## Klasyfikacja medalowa
| Igrzyska        | Złoto | Srebro | Brąz | Razem |
| --------------- | ----- | ------ | ---- | ----- |
| 2010 Vancouver  | 0     | 0      | 0    | 0     |
| 2018 Pjongczang | 0     | 0      | 0    | 0     |
| Razem           | 0     | 0      | 0    | 0     |